# Stichorkis swenssonii
Stichorkis swenssonii là một loài thực vật có hoa trong họ Lan. Loài này được (F.M.Bailey) Marg., Szlach. & Kulak mô tả khoa học đầu tiên năm 2008.